# نويتو من سميرنا
 نويتو أو نويتوس أو نوتس، وهو خوري أو قس في كنيسة في آسيا الصغرى في أواخر القرن الثاني الميلادي، من سميرنا، حيث أصبح مدفعاً بارزًا لنوع معين من الفقه المسيحي، يسمى الآن الموناركية الشكلية أو النزعة الأبوية، أي أن الآب ولد وعانى ومات، لأن الآب والابن هما فقط طريقتان مختلفتان لإعلان الله عن ذاته أي القول ان الله الاب هو ذاته صار المسيح وهو ذاته الروح القدس وليس باقانيم كما الثالوثية الكاثوليكية ولكن كاله واحد.

## حياته وعمله
تُعرف معتقداته التي سميت باسمه، والتي أدت إلى حرمانه الكنسي كهرطوقي، بشكل رئيسي من خلال عمل هيبوليتو،  أسقف مدينة أوستيا ومعاصره في روما، حيث جلس بعد طرده من قبل رعيته، وحيث كان لديه جماعة كبيرة. وكان من تلاميذه كليومينيس وابيغونو Epigono ، المسئول عن نشر أفكاره في روما ومناطق أخرى،
لقد قبل انجيل يوحنا الإنجيل الرابع، لكنه اعتبر ادعاءاته حول الكلمة انها مجازية في إنجيل يوحنا 1:1. أكد تلميذه، كليومينيس، أن الله كان مرئيًا وغير مرئي،(بمعنى ناسوت ولاهوت اله وانسان في نفس الوقت) أي «الله» المرئي هو الابن.
وبالتالي رفض عقيدة الكلمة، واتهمه خصومه بالإلحاد. مجمع الكهنة من سميرنا أدانه سنة 200 ب م.
من كتاب ضد نويتوم Contra Noetum  لهيبوليتو:
أقول إن المسيح كان هو الأب نفسه، وأن الآب هو الذي وُلد وتألم وعانى" - نويتو، بحسب هيبوليتو
أصبح براكسيس القرطاجي ناشرًا لأفكاره.